# Боев, Дмитрий Валерьевич
Дмитрий Валерьевич Боев  —  российский военный испытатель глубоководной военной техники, капитан 1-го ранга. Герой Российской Федерации (23.06.2016).

## Биография
Окончил Высшее военно-морское инженерное училище имени Ф. Э. Дзержинского в 1998 году.
В 2000 году в звании старшего лейтенанта командовал спасательным подводным аппаратом «АС-22» и участвовал в учениях по спасению экипажа «затонувшей» подводной лодки на Балтийском море.
В ноябре-декабре 2006 года в звании капитана 3-го ранга командовал экипажем глубоководного аппарата «АС-37», выполнившим погружение на глубину 3 500 метров, где несколько часов испытывалась работа всех систем и механизмов аппарата.
В 2011 году в составе экипажа (Ю. Ю. Курганов, М. В. Кузьмичёв)   на автономном глубоководном обитаемом аппарате «Консул»  совершил погружение и провел исследования на глубинах до 6 270 метров.
В 2015 году в составе экипажа (Ю. Ю. Курганов, М. В. Кузьмичёв) на автономном глубоководном обитаемом аппарате «Русь», в качестве старшего гидронавта-испытателя, совершил в Центральной части Атлантического океана погружение в общей сложности 10 часов и провел исследования на глубинах до 6 180 метров.
Указом Президента Российской Федерации от 23 июня 2016 года (закрытым) за мужество и героизм, проявленные при выполнении специального задания, Боеву Дмитрию Валерьевичу  присвоено звание Героя Российской Федерации с вручением медали «Золотая Звезда».
Продолжает службу в ВМФ России.

## Награды и отличия
- Герой Российской Федерации (23.06.2016)
- три[источник не указан 838 дней] ордена Мужества (30.10.2007[8], …)
- ведомственные медали Минобороны РФ[источник не указан 838 дней]